# 八卦桥
八卦桥位于浙江省温州市瑞安市陶峰镇陶峰村，建于南宋淳熙年间，为五孔梁式石桥，南北走向，跨陶溪。桥长25.4米，宽2.35米，中孔净跨6.42米，左、右孔净跨5.2米。桥墩每墩设方柱5根，桥面铺桥板石五条，桥面石加工磨光后再刻上花纹防滑，做工精细。中孔主墩两侧有副墩，每排五根石柱。1997年8月29日列入浙江省文物保护单位，2013年5月列入第七批全国重点文物保护单位。